# Adanaspor
Adanaspor je turecký fotbalový klub z města Adana, který byl založen v roce 1954. Svá domácí utkání hraje na stadionu Adana 5 Ocak Stadyumu s kapacitou 14 085 diváků, kde působí i druhý fotbalový klub z Adany Adana Demirspor. Původní klubové barvy barvy byly modrá a žlutá, v roce 1966 se sloučil s dalšími místními kluby Akinsporem a Torossporem a profesionalizoval se, zároveň přijal nové barvy bílou a oranžovou podle hlavních produktů města Adany, jimiž jsou pomeranče a bavlna. Klub má přezdívku Toros Kaplanları (Tygři z Taurusu). Lokálním rivalem je Mersin İdmanyurdu.
V sezóně 2012/13 se umístil na 8. místě turecké druhé ligy PTT 1. Lig. V roce 2016 postoupil po dvanáctileté absenci zpět do nejvyšší soutěže Süper Lig.

## Čeští hráči v klubu
Seznam českých hráčů, kteří působili v klubu Adanaspor:
- Pavel Jeřábek [4]
- Rostislav Jeřábek [5]

## Výsledky v evropských pohárech
| Sezóna  | Soutěž     | Kolo    | Soupeř                   | Doma | Venku | Celkem | Postup  |
| ------- | ---------- | ------- | ------------------------ | ---- | ----- | ------ | ------- |
| 1976/77 | Pohár UEFA | 1. kolo | Austria Salcburk         | 2–0  | 0–5   | 2–5    | vyřazen |
| 1978/79 | Pohár UEFA | 1. kolo | Budapest Honvéd FC       | 2–2  | 0–6   | 2–8    | vyřazen |
| 1981/82 | Pohár UEFA | 1. kolo | FC Internazionale Milano | 1–3  | 1–4   | 2–7    | vyřazen |